# Vievy-le-Rayé
 Vievy-le-Rayé  es una población y comuna francesa, en la región de Centro, departamento de Loir y Cher, en el distrito de Blois y cantón de Ouzouer-le-Marché.

## Demografía
| 683 | 618 | 575 | 500 | 469 | 461 |
| Para los censos de 1962 a 1999 la población legal corresponde a la población sin duplicidades (Fuente: INSEE [Consultar]) |     |     |     |     |     |